# 사사키 잇키
사사키 잇키(일본어: 佐々木 一輝, 1991년 2월 19일 ~ )는 일본의 축구 선수이다.

## 구단 경력
그는 2013년부터 2021년까지 J리그의 도쿠시마 보르티스, 카탈레 도야마에서 활동하였다.